# Rekiny wielkiego miasta
Rekiny wielkiego miasta / Uliczne rekiny w akcji / Uliczne rekiny (ang. Street Sharks, 1994–1995) – amerykański serial animowany. W Polsce emitowany na kanale Polsat w 1998. Serial został też wydany na VHS pod nazwą Uliczne rekiny w akcji.

## Fabuła
Dr. Luther Paradigm, szalony naukowiec, prowadzi badania nad mutacjami genów zwierzęcych. Dr. Robert Bolton sprzeciwia się jego badaniom, przez co Paradigm zmienia go w jedno z monstrum (nie jest ukazane w jakie przez całą serię). Następnie wciąga w pułapkę synów Boltona i wszczepia im zmutowane geny rekinów. Tak rodzą się Street Sharks, którzy do końca (serialu jak i komiksu) próbują odnaleźć swojego ojca, jednocześnie chroniąc świat przed Paradigmem i jego stworami.

## Bohaterowie

### Bracia Bolton
- Ripster (John Bolton) – najstarszy z braci i najbardziej uzdolniony pod względem posiadanej wiedzy, nieoficjalny lider grupy; dla samej przyjemności tworzy różne wynalazki przydatne w codziennym życiu. Ulubiony środek transportu to motocykl. Ulubiona rozrywka - bilard. Po zaaplikowaniu mu mutacyjnego związku staje się żarłaczem białym (great white shark) - kolor granatowy. W wersji oryginalnej głos podkłada mu Lee Tockar.
- Jab (Clint Bolton) – typ sportowca, jego ulubiony rodzaj sportu to boks. Podobnie jak John (Ripster) interesuje się mechaniką (używa jetpacka przez prawie całą serię), choć w mniejszym stopniu. Błędnie określany jako 'leń' – po prostu lubi sobie dłużej pospać (I odcinek). Paradigm zmienia go w rekina młota (hammerhead shark); kolor - brązowy. Jako jedyny z ich czwórki wydaje się najbardziej pogodzony ze swoją nową zwierzęcą formą: ryczy i warczy, kiedy jest zły bądź czymś podekscytowany, łatwo się denerwuje. W wersji oryginalnej głos podkłada mu Matt Hill.
- Streex (Robert "Bobby" Bolton, Jr.) – kocha sporty ekstremalne; uwielbia być otaczany przez kobiety, często przegląda się w lusterku, sam o sobie mówi, że jest "cool" (wystarczy obejrzeć pierwszy odcinek, by zrozumieć dlaczego). Jako jedyny porusza się we wszystkich odcinkach na rolkach, potrafi również grać na perkusji. Po transformacji staje się rekinem tygrysim (tiger shark) - kolor błękitny z purpurowymi smugami na ciele. W wersji oryginalnej głos podkłada mu Andrew Rannells.
- Big Slammu (Coop Bolton) – najmłodszy z braci, członek licealnej drużyny footballowej. Po zniknięciu ojca to Coop najbardziej cierpi i tęskni za nim (jako, że jest najmłodszy i najbardziej wrażliwy). Zmienia się w rekina wielorybiego (Whale Shark) - kolor pomarańczowy z jasnymi plamkami na grzbiecie. W wersji oryginalnej głos podkłada mu D. Kevin Williams.

### Przyjaciele i sprzymierzeńcy
- Lena Mack – studentka dr. Paradigma, która cały czas zdawała sobie sprawę, że jej mentor nie jest taki, za jakiego się on podaje. Kiedy odkrywa, co Paradgim zrobił synom dr. Boltona, nie zważając na konsekwencje pomaga braciom wydostać się z laboratorium naukowca. Od tej pory pomaga im i ich wspiera przez cały czas. Najważniejszą rolę odgrywa w pierwszych odcinkach, w późniejszych staje się epizodycznym bohaterem kreskówki.
- Bends – najbliższy przyjaciel rodzeństwa Bolton, geniusz technologiczny. To on zapewnia rekinom kryjówkę i dostarcza im potrzebny sprzęt i narzędzia. Z osobowości przypomina trochę Streexa, bez problemu można nazwać go "typowym luzakiem".
- Moby Lick (Jets Taylor) – został podstępem porwany przez dr. Paradigm i zmieniony przez niego w orkę (killer whale). Z początku Moby Lick był kontrolowany przez Paradigma, ale w końcu udało mu się złamać kontrolę umysłu i stał się sprzymierzeńcem Rekinów Ulicy. Moby Lick ma długi, chwytny język, wielką siłę, zdolność do pochłaniania wody i używania jej jako broni w walce oraz umiejętność porozumiewania się z prawdziwymi orkami. Przyjaźni się przede wszystkim z Jabem i Bendsem, których znał już wcześniej.
- Rox (Melvin Kresnik) – młody, obiecujący muzyk, który po zjedzeniu zmutowanego popcornu zmienił się w rekina ostronosego (mako shark). Cechą charakterystyczną są jego długie, czarne włosy (jak u prawdziwego rockowca). Gdy dowiaduje się, jakie są prawdziwe zamiary dr. Paradigma, postanawia pomóc Rekinom i wydostaje z pułapki Jaba. Zaprzyjaźnia się przede wszystkim ze Streexem, który zostaje perkusistą na jego koncertach.

### Dr. Piranoid i jego Seaviates
- Dr. Luther Paradigm (aka dr. Piranoid) – pracuje jako profesor na uniwersytecie w Fisson City. Główny antagonista serialu, który próbuje przejąć władzę w mieście, zachowując swój pierwotny wizerunek dobrego naukowca. W odcinku, w którym porywa Bendsa, zostaje poddany mutacji i zmienia się w człowieka piranię, stąd jego nowy przydomek, dr. Piranoid (dr. Pirania).
- Slobster – podobnie jak Slash jest jednym z pierwszych eksperymentów Paradigma; powstał poprzez wstrzyknięcie homarowi DNA należącego do nieokreślonej postaci ze złym charakterem.
- Slash – jeden z pierwszych eksperymentów Paradigma; powstał poprzez wstrzyknięcie marlinowi DNA czarnych charakterów, takich jak Czyngis-chan i Captain Blood. Cechą charakterystyczną jest jego nos, który przypomina z wyglądu i użyteczności wiertło.
- Killamari – trzeci mutant należący do dr. Piranoida. Został stworzony z kałamarnicy schwytanej na Wielkiej Rafie Koralowej w Australii. Nie przepada za Slashem, który kpił z jego początkowych nieudanych prób porozumiewania się. Używa zatrutych pocisków (w odcinku, w którym pojawia się po raz pierwszy omal nie zabija Jaba, ale Lena i Bends w porę wynajdują szczepionkę na truciznę).
- Repteel (Mr. Cunneyworth) – Cunneyworth był właścicielem hotelu, który został zniszczony przez Rekiny (całkiem przypadkowo). Mimo to znienawidził je i pozwolił, by Paradigm zmienił go w mutanta: Paradigm połączył jego DNA z DNA węgorza elektrycznego i murenowatego.
- Tentakill – kreatura nieznanego pochodzenia; porusza się na dwóch nogach, posiada ograniczoną inteligencję, nie mówi.

## Ciekawostki
- Dr. Robert Bolton zostaje zmieniony w potwora, ale nie jest ukazane w jakiego. Moment jego transformacji został przedstawiony jako gra cieni na ścianie. W kolejnych odcinkach pojawia się sporadycznie (nadal jako cień), tylko po to, aby pomóc synom w walce z Paradigmem.
- Z czwórki braci to najmłodszy z nich jest największym rekinem (Big Slammu).

## Wersja polska

### Wersja VHS
Wersja z angielskim dubbingiem i polskim lektorem. Rok wydania 2001.
Opracowanie wersji polskiej: Best Film Warszawa
- Tekst: Dariusz Makulski
- Czytał: Zbigniew Moskal

Każda z kaset zawiera trzy odcinki:
- Uliczne rekiny w akcji (Przynęta na rekiny, Szczęki rekina, Atak rekinów)
- Uliczne rekiny w akcji (Wyprawa rekinów, Samotny rekin, Rozróba rekinów)
- Uliczne rekiny w akcji (Broń rekina, Rekin jurajski, Hrabia rekin)[1]

## Spis odcinków
| N/o            | Polski tytuł             | Angielski tytuł          |
| -------------- | ------------------------ | ------------------------ |
|                |                          |                          |
| SERIA PIERWSZA |                          |                          |
|                |                          |                          |
| 01             | Przynęta na rekiny (VHS) | Shark Bait               |
|                |                          |                          |
| 02             | Szczęki rekina (VHS)     | Shark Bite               |
|                |                          |                          |
| 03             | Atak rekinów (VHS)       | Shark Storm              |
|                |                          |                          |
| 04             |                          | Sharquest                |
|                |                          |                          |
| 05             |                          | Attack of the Shark Bots |
|                |                          |                          |
| 06             |                          | Enter Blades             |
|                |                          |                          |
| 07             |                          | Smarten Up               |
|                |                          |                          |
| 08             |                          | Thar He Blows!           |
|                |                          |                          |
| 09             | Wyprawa rekinów (VHS)    | The Bad Fin              |
|                |                          |                          |
| 10             | Samotny rekin (VHS)      | Lone Sharks              |
|                |                          |                          |
| 11             | Rozróba rekinów (VHS)    | Clash of the Titans      |
|                |                          |                          |
| 12             |                          | Only Human               |
| 13             |                          | Only Human               |
|                |                          |                          |
| SERIA DRUGA    |                          |                          |
|                |                          |                          |
| 14             |                          | City at War              |
| 15             |                          | City at War              |
|                |                          |                          |
| 16             |                          | Cabin Fever              |
|                |                          |                          |
| 17             |                          | Here Comes the Mantaman  |
|                |                          |                          |
| 18             |                          | Lost at Sea              |
|                |                          |                          |
| 19             |                          | Follow the Leader        |
|                |                          |                          |
| 20             |                          | Shocking                 |
|                |                          |                          |
| 21             |                          | Makeover                 |
|                |                          |                          |
| 22             |                          | Writer's Block           |
|                |                          |                          |
| 23             |                          | Goin' Clammando          |
|                |                          |                          |
| 24             |                          | Family Reunion           |
|                |                          |                          |
| 25             |                          | Road Rage                |
| 26             |                          | Road Rage                |
|                |                          |                          |